# Peter Stelzer
Peter Alan Stelzer (* 14. Juni 1944 in Chicago, Illinois; † 5. April 2011 in Scottsdale, Maricopa County, Arizona) war ein US-amerikanischer Theater- und Filmschauspieler, Schauspielcoach und Filmproduzent.

## Leben
Stelzer begann im Alter von sechs Jahren in Theaterproduktionen an der Ostküste der USA mitzuspielen. Er war vom 20. August 1982 bis zu seinem Tod mit der Schauspielerin Marla Frumkin verheiratet. Der Ehe entstammten zwei Töchter. Er schloss die University of Massachusetts Amherst im Fach Theater mit dem Bachelor of Arts ab. Anschließend besuchte er die Carnegie Mellon University, die er mit dem Master of Fine Arts im Fach Theaterregie verließ. Er war von 1971 bis 1978 Theaterdirektor und Schauspielcoach am Cornell University Dept. of Theatre. Ab 1979 folgten weitere Tätigkeiten als Schauspiellehrer in verschiedenen Einrichtungen wie dem California Institute of the Arts oder dem City College Of New York. Stelzer war von 1991 bis 1998 Vizepräsident von Anasazi Productions, von 2000 bis 2003 war er Präsident von On Stilts Productions. Er war einer der Gründer der Produktionsfirma des Phoenix Film Institute.
Seine erste Filmrolle hatte er in Rock Aliens von 1984. Ein Jahr später folgte eine Episodenrolle in der Fernsehserie Agentin mit Herz. Nach weiteren kleineren Rollen Mitte und Ende der 1980er Jahre, folgte seine nächste Besetzung erst 1997 in dem für die Golden Globes nominierten Film Miss Evers’ Boys – Die Gerechtigkeit siegt. Für diesen Film agierte er zusätzlich als Co-Produzent. Zum letzten Mal war er 2002 in Skinwalkers in einem Film zu sehen. In den 1990er Jahren war er als Filmproduzent tätig.

## Filmografie

### Schauspieler
- 1982: Girls Nite Out
- 1984: Rock Aliens (Voyage of the Rock Aliens)
- 1985: Hollywood – Intim und indiskret (Minifernsehserie)
- 1985: Agentin mit Herz (Scarecrow and Mrs. King, Fernsehserie, Episode 3x10)
- 1986: Under the Influence (Fernsehfilm)
- 1986: Ein Schicksalsjahr (A Year in the Life, Minifernsehserie)
- 1987: Bates Motel (Fernsehfilm)
- 1988: Um jeden Preis/Günstling der Hölle (Favorite Son, Minifernsehserie, 3 Episoden)
- 1997: Miss Evers’ Boys – Die Gerechtigkeit siegt (Miss Evers’ Boys)
- 2001: Auf der Flucht – Die Jagd geht weiter (The Fugitive, Fernsehserie, Episode 1x21)
- 2002: Skinwalkers (Fernsehfilm)

### Produzent
- 1993: SOS über dem Pazifik (Mercy Mission: The Rescue of Flight 771, Australien / Neuseeland: The Flight From Hell, Fernsehfilm)
- 1994: Die wundervolle Freundschaft mit Mrs. Appletree (On Promised Land, Fernsehfilm)
- 1995: An Affectionate Look at Fatherhood
- 1997: Miss Evers’ Boys – Die Gerechtigkeit siegt (Miss Evers’ Boys)